# Lukup Sabun
Lukup Sabun is een bestuurslaag in het regentschap Aceh Tengah van de provincie Atjeh, Indonesië. Lukup Sabun telt 366 inwoners (volkstelling 2010).